# دانشگاه علوم پزشکی ایلام
دانشگاه علوم پزشکی ایلام یکی از دانشگاه‌های استان ایلام است که رشته‌های پزشکی و پیرامون آن را به دانشجویان ارائه می‌کند.

## تاریخچه
تا قبل از سال ۱۳۶۸ سازمان منطقه بهداشت و درمان عهده‌دار سلامت استان بوده در سال ۱۳۶۹ دانشگاه پرستاری و مامایی شکل گرفت و با پذیرش ۱۴ نفر دانشجوی پرستاری در ساختمان استیجاری در خیابان پاسداران ایلام شروع به ترتیب دانشجو نمود و در سال ۱۳۷۴ با پذیرش دانشجو در مقطع دکترای عمومی و اضافه شدن سه آموزشکده بهداشت، پیراپزشکی و دانشکده پزشکی به دانشگاه ایلام ارتقاء یافت و در سال ۱۳۸۵ دانشگاه به دلیل فعالیت‌های علمی و پژوهشی و ارتقاء آموزشکده بهداشت و پیراپزشکی به دانشکده، از تیپ ۳ به تیپ ۲ ارتقاء یافت و در حال حاضر دانشگاه علوم پزشکی با شش معاونت و هشت شبکه بهداشتی درمانی و پنج دانشکده بهداشت، پزشکی، دندانپزشکی، پرستاری و مامایی، پیراپزشکی، قریب به ۲۰۰ نفر اعضای هیئت علمی و بیش از چهار هزار نیروی رسمی، پیمانی، شرکتی. ۲۰ رشته شامل دکترای عمومی پزشکی، کارشناسی ارشد میکروبیولوژی و آناتومی، پرستاری سالمندی، پرستاری داخلی جراحی، آموزش بهداشت و اپیدمیولوژی و کارشناسی: پرستاری، بهداشت محیط، مامایی، بهداشت حرفه‌ای، بهداشت عمومی، علوم آزمایشگاهی، بیهوشی، اتاق عمل و کاردانی: علوم آزمایشگاهی، بهداشت محیط، بهدشت مبارزه با بیماری‌ها، فوریتهای پزشکی، بهداشت حرفه‌ای، بیهوشی و اتاق عمل در حال انجام وظیفه است.

## دانشکده‌ها
- دانشکده بهداشت
- دانشکده پزشکی
- دانشکده دندانپزشکی
- دانشکده پیراپزشکی
- دانشکده پرستاری و مامایی

## بیمارستان‌های آموزشی
- بیمارستان امام خمینی
- بیمارستان مصطفی خمینی
- بیمارستان آیت ا.. طالقانی
- بیمارستان رازی

## کتابخانه مرکزی دانشگاه
کتابخانه مرکزی دانشگاه به عنوان یکی از واحدهای تابعه حوزه معاونت پژوهش و فناوری، محلی برای نیازسنجی، شناسایی، گردآوری، سازماندهی، بازیابی و اشاعه اطلاعات منابع چاپی و الکترونیکی برای جامعه دانشگاهی است. هدف این واحد شناسایی نیازهای جامعه دانشگاهی و فراهم کردن امکانات، روزآمدسازی خدمات با تحولات جامعه و نیازهای متنوع جامعه استفاده‌کنندگان و نیز فراهم ساختن امکان دسترسی سریع و آسان به منابع اطلاعاتی به منظور پشتیبانی از اهداف آموزشی و پژوهشی دانشگاه است.
- تأسیس: ۱۳۷۵

### بخش‌های کتابخانه
- بخش فهرست نویسی و رده‌بندی: با توجه به گسترش دانش و اطلاعات و کشف زمینه‌های متنوع علمی و انجام تحقیقات و پژوهشهای فراوان، ضرورت سازماندهی و نظم بخشی به این یافته‌ها و مجموعه‌های علمی برای بازیابی سریع و آسان این منابع از مسائل و دغدغه‌های مهم هر کتابخانه‌ای به خصوص کتابخانه‌های دانشگاهی و مراکز علمی و پژوهشی است. انجام این امر به عهده بخش فهرست‌نویسی و رده‌بندی می‌باشد که انواع منابع علمی ارسالی به کتابخانه را با توجه به روشهای خاص و استاندارد بین‌المللی سازماندهی کرده و هرکدام را در بخش‌های معین و مربوطه در معرض استفاده مراجعین قرار می‌دهد. فهرست‌نویسی و رده‌بندی منابع به مراجعه کننده این امکان را می‌دهد در حداقل زمان و آسانترین روش به منبع مورد نیاز خود دسترسی داشته باشد.
- بخش امانت:وظیفه اصلی میز امانات سرویس دهی به مراجعان اعم از اعضا هیئت علمی، دانشجویان، کارکنان دانشگاه و راهنمایی آن‌ها با رعایت قوانین و مقررات کتابخانه. سیستم مخزن کتابخانه از نوع بسته می‌باشد و مراجعان با استفاده از سیستم جستجوی رایانه‌ای کتابخانه منابع و اطلاعات مورد نیاز خود را بازیابی می‌نمایند
- بخش مجموعه سازی و سفارشاین واحد مسئولیت تهیه و سفارش انواع منابع و مواد اطلاعاتی مورد نیاز کتابخانه مرکزی را به عهده دارد. محور انتخاب منابع برای کتابخانه مرکزی نیازهای بالفعل و بالقوه استادان، دانشجویان و دانش پژوهان دانشگاه می‌باشد. از جمله فعالیت‌های مستمر این بخش، کنترل و روزآمد نگهداشتن موجودی منابع کتابخانه است.
- بخش مرجع و نشریه‌ها:این بخش شامل گنجینه ارزشمندی از کتابهای مرجع و مجله‌ها است. این مواد به امانت داده نمی‌شود و مخصوص استفاده در کتابخانه می‌باشند. در این بخش علاوه بر کتب و مجله‌ها، مجموعه‌ای از فرهنگ‌ها، پایان‌نامه‌های دکترای حرفه‌ای پزشکی و مقاطع کارشناسی دانشگاه، چکیده پایان‌نامه‌ها، خلاصه مقاله‌ها و کنگره‌ها و طرح‌های تحقیقاتی و… موجود می‌باشد.
- بخش کتابخانه دیجیتال پزشکی:وزارت بهداشت و درمان جهت دسترسی به مقاله‌های لاتین و سهولت پژوهش، تعدادی از پایگاه‌های اطلاعاتی آنلاین در زمینه علوم پزشکی را خریداری کرده و در اختیار دانشگاه‌های تابعه در کل کشور قرار داده است. استفاده از این منابع در محیط دانشگاه امکان‌پذیر می‌باشد و در صورتی که کاربر بخواهد از منابع بیرون از دانشگاه استفاده کند باید در کتابخانه دیجیتال پزشکی ثبت نام نماید. بعد از رجیستری و دریافت کد کاربری و رمز عبور کاربر قادر خواهد بود از هر کجای کشور حتی خارج از کشور از منابع استفاده کند. ثبت نام اولیه نیز باید در محیط دانشگاه صورت گیرد.[۳]
- بخش معارف اسلامی:کتابخانه معارف از سال ۱۳۸۷ به عنوان بخشی مجزا در زیر مجموعه کتابخانه مرکزی فعالیت خود را آغاز کرده و شامل بیش از ۲۵۰۰ رکورد کتاب فارسی (بیش از ۵۰۰۰ نسخه) و ۲۱ عنوان نشریه در موضوع‌های فلسفه و دین، عرفان و اسلام، ادبیات و تاریخ و غیره می‌باشد. همه منابع این کتابخانه جز منابع مرجع امانت داده می‌شوند.[۴]

### خدمات کتابخانه
- عضویت
- دسترسی به پایگاه‌های اطلاعاتی فارسی و لاتین
- بهره‌گیری از پورتال کتابخانه‌ای دیجیتال
- سالن مطالعه[۵]

### جامعه
جامعه کتابخانه شامل همهٔ دانشجویان و کارکنان و هیئت علمی دانشگاه می‌باشد

### نرم‌افزار کتابخانه
- Pars Azarakhsh Diglib

## ریاست
- هدایت حیدری‌زاده
- عباس قیصوری[۱]